# Sri Tanjung (Tanjung Raya)
Sri Tanjung is een bestuurslaag in het regentschap Mesuji van de provincie Lampung, Indonesië. Sri Tanjung telt 1519 inwoners (volkstelling 2010).